# John Ziman
Pour les articles homonymes, voir Ziman.
John Michael Ziman (16 mai 1925-2 janvier 2005) est un physicien britannique spécialiste de la mécanique quantique et de la physique de la matière condensée.

## Biographie
John Ziman passe son enfance en Nouvelle Zélande où ont émigré ses parents de nationalité britannique.

### Études
Après des études à l'Université Victoria de Wellington il va à Oxford au Balliol College de l'Université d'Oxford, où il obtient son PhD en physique du solide en 1951.

### Carrière
En 1954 il devient lecteur à l'Université de Cambridge. Ses recherches portent sur les propriétés de transport dans les solides, en particulier les métaux et alliages. Il s'intéresse par la suite aux métaux liquides d'où émergera la « formule de Ziman » pour la conductivité dans ce type de milieu.
En 1964 il occupe un poste en physique théorique à l'Université de Bristol où il étudie les milieux désordonnés. En 1976 il devient directeur du Henry Herbert Wills (en) Physics Laboratory. Par la suite il s'intéresse à la philosophie des sciences.
Il quitte Bristol en 1982 et devient professeur invité à l'Imperial College et est membre du Council for Science and Technology (en) de 1976 à 1986.
Il consacre la fin de sa vie à l'écrire de nombreux ouvrages en philosophie des sciences.

## Reconnaissance
- Fellow de la Royal Society en 1967
- Rutherford Memorial Lecture (Royal Society) (en) en 1968
- membre du Council for Science and Technology (en) de 1976 à 1986

## Ouvrages
- J. M. Ziman, Electrons and Phonons : The Theory of Transport Phenomena in Solids, Clarendon Press, 1960, 554 p. (ISBN 978-0-19-850779-6, lire en ligne)
- J. M. Ziman, Electrons in metals : a short guide to the Fermi surface, Taylor & Francis, 1963 (OCLC 13129448)
- J. M. Ziman, Public Knowledge : an Essay Concerning the Social Dimension of Science, Cambridge University Press, 1968, 166 p. (ISBN 978-0-521-06894-9)
- J. M. Ziman, Elements Of Advanced Quantum Theory, Cambridge University Press, 1969, 269 p. (ISBN 978-0-521-09949-3, lire en ligne)
- J. M. Ziman, Principles of the Theory of Solids, Cambridge University Press, 1972, 435 p. (ISBN 978-0-521-29733-2, lire en ligne)
- J. M. Ziman, The Force of Knowledge : The Scientific Dimension of Society, Cambridge University Press, 1976, 388 p. (ISBN 978-0-521-09917-2)
- John Ziman, Reliable Knowledge : an Exploration of the Grounds for Belief in Science, Cambridge University Press, 1978, 197 p. (ISBN 978-0-521-40670-3, lire en ligne)
- J. M. Ziman, Models of Disorder : The Theoretical Physics of Homogeneously Disordered Systems, Cambridge University Press, 1979, 542 p. (ISBN 978-0-521-29280-1)
- John Ziman, An Introduction to Science Studies : The Philosophical and Social Aspects of Science and Technology, Cambridge University Press, 1987, 203 p. (ISBN 978-0-521-34680-1, lire en ligne)
- John Ziman, Prometheus Bound : Science in a dynamic steady state, Cambridge University Press, 1994, 289 p. (ISBN 978-0-521-43430-0, lire en ligne)
- John Ziman, Of one mind : the collectivization of science, AIP Press (American Institute of Physics), 1995, 407 p. (ISBN 978-1-56396-065-9, lire en ligne)
- John Ziman, Real Science : What It Is and What It Means, Cambridge University Press, 2000 (ISBN 978-0-521-77229-7)